# Kamigōri
Kamigōri (上郡町?) è una cittadina giapponese della prefettura di Hyōgo.